# Deforestación en Bolivia

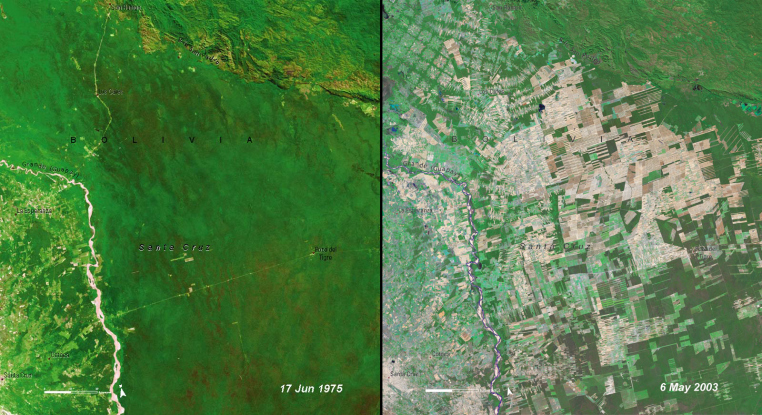
Evolución de la deforestación en Bolivia entre 1975 y 2003, en la región de la Chiquitania.

La deforestación en Bolivia, también llamada desmonte, es el proceso de destrucción o agotamiento de la superficie forestal de los bosques de Bolivia. La principal causa de la deforestación en Bolivia es la expansión de la frontera agropecuaria, particularmente el incremento en las plantaciones de monocultivo de soya (como parte de la sojización) y de monocultivos de maíz y caña de azúcar. En 2022, Bolivia fue el tercer país con mayor pérdida de bosque primario del mundo, con un total de 385.000 hectáreas deforestadas, lo que significa un incremento en la deforestación con respecto a 2021.
Bolivia tiene una de las tasas de deforestación más altas de América Latina, junto con Paraguay. La mayor parte de la deforestación se produce en la provincia fitogeográfica chaqueña, donde se concentran además importantes secciones de la selva amazónica. Un 7,7% de la selva amazónica se encuentra dentro de las fronteras de Bolivia.
La deforestación en Bolivia es responsable del 80% de las emisiones de carbono del país. La tasa de deforestación anual promedió 173.994 hectáreas de bosque neto perdido por año entre 1990 y 2000, y 243.120 hectáreas por año entre 2000 y 2010. La deforestación es una de las principales amenazas a la biodiversidad de Bolivia.

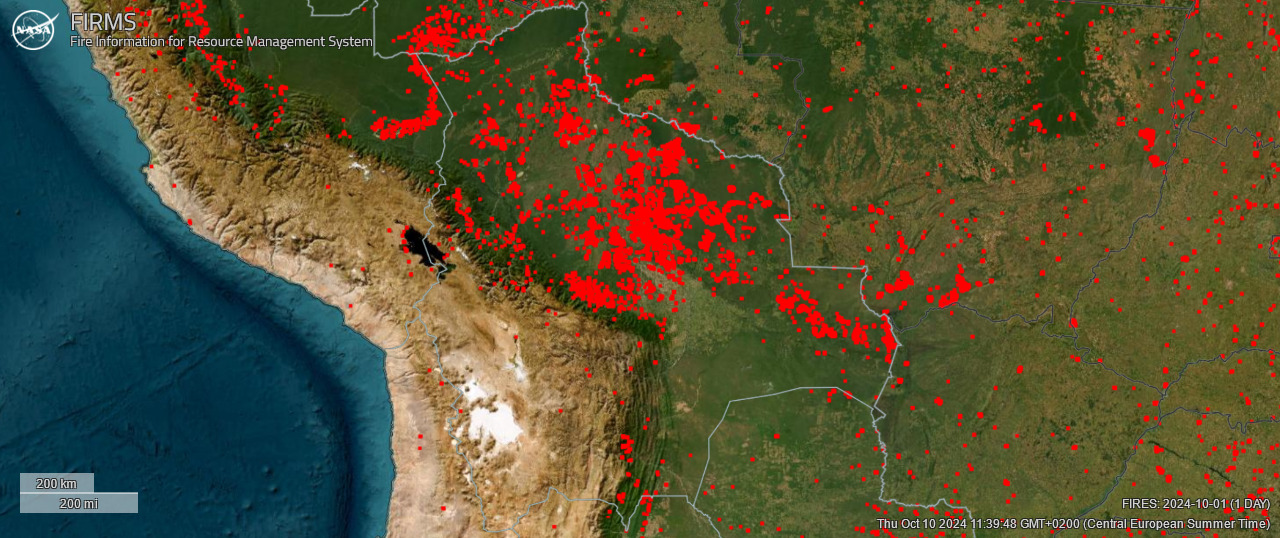
Imagen satelital de Bolivia con los focos de calor durante los incendios forestales de 2024.

Uno de los métodos más utilizados por el sector privado para expandir las actividades agrícolas es la utilización del fuego. Se estima que los incendios forestales de 2019 y de 2020 en Bolivia fueron provocados intencionalmente para la conversión del suelo a actividades agrícolas. De las más de 750.000 hectáreas deforestadas en el período 2013-2018, alrededor del 70% fueron reconvertidas a usos agrícolas.

## Terminología
Al igual que en Argentina, el término "desmonte" se utiliza de manera intercambiable con "deforestación". El término "desmonte" no tiene una definición técnica precisa como sí la tienen "deforestación" y "degradación". Sin embargo, diferentes áreas administrativas del gobierno de Bolivia (incluyendo el principal organismo encargado de gestionar y monitorear la explotación forestal, la Autoridad de Fiscalización y Control Social de Bosques y Tierra o ABT) utilizan el término desmonte en documentos técnicos, estadísticos y legislativos.

## Causas
La deforestación en Bolivia se ha vinculado a un modelo de crecimiento económico extractivo que se basa en la acumulación de factores (trabajo, capital, tierra). Se han identificado tres causas principales de la deforestación: la mayor parte de la deforestación se atribuye a la expansión de la agricultura mecanizada, seguida de la ganadería y la agricultura a pequeña escala.

### Ganadería
La ganadería es la principal causa de la deforestación en Bolivia, según el informe Causas, Actores y Dinámicas de la Deforestación en Bolivia 2010-2022, elaborado por el Centro de Estudios para el Desarrollo Laboral y Agrario (CEDLA). Entre 2010 y 2022, aproximadamente el 57 % de los 3 millones de ha de bosque perdidas en el país fue destinado a la expansión ganadera. Esta expansión ha sido particularmente intensa en el departamento de Santa Cruz, especialmente en la región de la Chiquitania, donde grandes empresas ganaderas, tanto nacionales como extranjeras, han adquirido tierras y las han transformado en pastizales.
El auge ganadero ha sido impulsado por factores como la apertura del mercado chino en 2019, lo que incrementó la demanda de carne boliviana. En ese contexto, entre 2010 y 2021 el hato ganadero en el departamento de Santa Cruz aumentó en más de 2 millones de cabezas, lo que representa un crecimiento del 74 %. Las colonias menonitas también han contribuido significativamente a este proceso, especialmente a través de la producción de carne y soya en áreas anteriormente forestales.
Según el informe, entre 2010 y 2022 los ganaderos medianos y pequeños fueron responsables del 27 % de la deforestación, mientras que los ganaderos empresariales grandes representaron un 25 %. La legalización del desmonte en tierras de producción forestal permanente y políticas como la Ley 741 de 2015 facilitaron esta expansión al permitir el cambio de uso de suelo en áreas previamente protegidas para fines agropecuarios.
Además, la habilitación de suelos pobres en la Chiquitania mediante el uso de fertilizantes como la urea ha permitido que nuevas zonas sean destinadas a actividades agroindustriales y ganaderas.

### Tráfico de madera
El tráfico ilegal de madera constituye una de las principales causas de deforestación en Bolivia. Esta actividad se caracteriza por la extracción clandestina de especies valiosas como mara, cedro americano, roble, cumarú y almendrillo, algunas de las cuales están protegidas por el Apéndice II de la Convención CITES. La tala se realiza incluso dentro de áreas protegidas, donde la actividad forestal comercial está prohibida. En 2021, la organización estadounidense Forest Trends clasificó a Bolivia como un país de alto riesgo en materia forestal debido a la tala ilegal generalizada y a los reportes de tráfico de madera extraída ilegalmente.
El comercio ilegal de madera también está facilitado por la escasa presencia de controles forestales en territorio boliviano. La debilidad institucional, la corrupción en puestos fronterizos y la falta de monitoreo satelital permite que decenas de pasos irregulares entre Bolivia y Perú sean utilizados para el contrabando de recursos madereros. Además, se ha documentado que las rutas empleadas para el tráfico de madera coinciden en muchos casos con aquellas utilizadas por el narcotráfico, lo que incrementa los riesgos para quienes intentan controlar esta actividad ilícita.
Aunque las autoridades bolivianas, como la Autoridad de Fiscalización y Control Social de Bosques y Tierra (ABT) y el Ejército Nacional, han realizado operativos y decomisos, los resultados han sido limitados. Entre 2020 y 2025 se realizaron al menos seis intervenciones en territorio boliviano, pero solo un caso culminó en una condena judicial. Asimismo, empresas exportadoras han sido vinculadas al comercio de madera de origen ilegal, y las exportaciones continúan alcanzando mercados en Asia, Europa y América, en muchos casos bajo el amparo de documentación fraudulenta.

## Estadísticas
Bolivia tiene una parte importante de la cubierta forestal mundial. En 2015, su cubierta forestal primaria era de 36,2 millones de hectáreas, la decimotercera superficie nacional más grande del mundo, y representaba el 2,8% del total mundial. Es el séptimo país con mayor cantidad de selva tropical. En 2013, el área total de bosques comprendía 51,4 millones de hectáreas, el 46,8% de la superficie total del país. Tanto el bosque primario como la cubierta forestal en general han ido disminuyendo en las últimas décadas.
Bolivia tuvo un puntaje promedio del Índice de Integridad del Paisaje Forestal 2018 de 8.47 / 10, ubicándose en el puesto 21 a nivel mundial de 172 países.
|                                                                        | 1990   | 2000   | 2005   | 2010   | 2015   |     |
| ---------------------------------------------------------------------- | ------ | ------ | ------ | ------ | ------ | --- |
| Bosque Primario                                                        | 40.804 | 39.046 | 38.164 | 37.164 | 36.164 | 2.8 |
| Según se informó a la Evaluación de los recursos forestales mundiales. |        |        |        |        |        |     |

|                                                           | Tipo de bosque          | Zona (ha)  | Porcentaje del bosque |      |
| --------------------------------------------------------- | ----------------------- | ---------- | --------------------- | ---- |
| 1                                                         | Selva amazónica         | 19,402,388 | 37,7                  | 17,7 |
| 2                                                         | Bosque del chaco        | 9.098.162  | 17,7                  | 8.3  |
| 3                                                         | Bosque chiquitano       | 8,645,849  | 16,8                  | 7,9  |
| 4                                                         | Bosque de Yungas        | 6.565.994  | 12,8                  | 6.0  |
| 5                                                         | Bosque tucumano         | 3,322,885  | 6.5                   | 3,0  |
| 6                                                         | Bosque inundado         | 3,047,598  | 5.9                   | 2.8  |
| 7                                                         | Bosque del pantanal     | 1,147,401  | 2.2                   | 1.0  |
| 8                                                         | Bosque seco interandino | 172,227    | 0,3                   | 0,2  |
| 9                                                         | Bosque andino           | 4.496      | 0,01                  | 0.0  |
|                                                           | Total de bosques, 2013  | 51,407,000 | 100                   | 46,8 |
| Fuente: MMAyA-OTCA, resumido por Andersen et al 2016: S1. |                         |            |                       |      |

La deforestación de bosques primarios en Bolivia ha aumentado considerablemente en los últimos años. Según datos de Global Forest Watch, la deforestación de este tipo de bosques ha aumentado en un 77,2%.
| Gráfica histórica de la deforestación de bosques primarios en Bolivia (en ha) (Según datos de Global Forest Watch) |
| --- |
| |